# 加藤睦之介

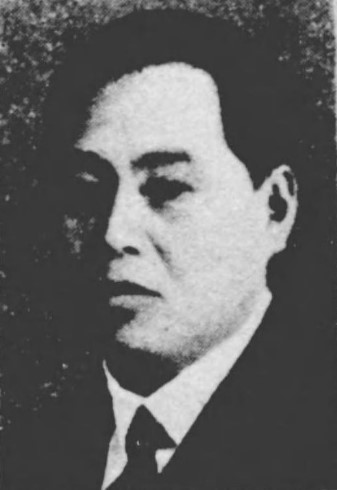
加藤睦之介

加藤 睦之介（かとう むつのすけ、1883年〈明治16年〉8月26日 - 1957年〈昭和32年〉10月20日）は、日本の教育家、政治家。衆議院議員（通算2期、1期目は立憲民政党・2期目は日本自由党）。埼玉県会議員。大宮市長（第3代）。大宮用達社長。大宮市（現・さいたま市）名誉市民。

## 経歴
埼玉県北足立郡加納村坂田（現・桶川市）に生まれる。加藤晴一の三男。埼玉県師範学校卒業。小学校訓導を命ぜられ、桶川、草加、上尾各尋常高等小学校に奉職する。また青川尋常小学校訓導兼校長を命ぜられる。
1918年、大宮町に定住する。料理並旅館業を営む。
埼玉県会議員、大宮町商工会長等に挙げられる。1929年、衆議院議員に初当選。立憲民政党に所属する。1945年、第3代大宮市長に就任。1946年、衆議院議員に復帰当選。日本自由党に所属する。1948年、政治資金に関する問題で衆議院不当財産取引調査特別委員会に証人喚問された。
浦和税務署管内土地賃貸価格調査委員長を務める。1957年9月24日、大宮市名誉市民に推挙される。同年10月20日、老衰で没し、大宮市の普門院に葬られる。正五位勲四等旭日小綬章を授与された。

## 人物
嗣子の島村幸三は大宮市高鼻に居住し、読売新聞社に勤務した。住所は埼玉県北足立郡大宮町（現・さいたま市）。